# Zamarada excisa
Zamarada excisa är en fjärilsart som beskrevs av George Francis Hampson 1891. Zamarada excisa ingår i släktet Zamarada och familjen mätare. Inga underarter finns listade i Catalogue of Life.